# Liste der Einträge im National Register of Historic Places im Panola County (Texas)
Die Liste der Registered Historic Places im Panola County führt alle Bauwerke und historischen Stätten im texanischen Panola County auf, die in das National Register of Historic Places aufgenommen wurden.

## Aktuelle Einträge
| Lfd. Nr. | Name                          | Bild | Datum der Eintragung | Adresse/Lage                              | Ort      | ID       | Beschreibung |
| -------- | ----------------------------- | ---- | -------------------- | ----------------------------------------- | -------- | -------- | ------------ |
| 1        | Methodist Church Concord      |      | 8. Sep. 1980         | SE of Carthage off TX 59                  | Carthage | 80004144 |              |
| 2        | Panola County Jail            |      | 29. Juni 1976        | 110 N. Shelby St.                         | Carthage | 76002057 |              |
| 3        | International Boundary Marker |      | 13. Apr. 1977        | SE of Deadwood off SR 31 at LA State line | Deadwood | 77001463 |              |